# Фернандес, Кике
Энрике Фернандес Лопес (исп. Enrique Fernández López; род. 16 сентября 2003) — испанский футболист, полузащитник клуба «Бетис».

## Клубная карьера
Фидальго — воспитанник клубов «Требухена», «Кадис» и «Бетис». 27 октября 2022 года в поединке Лиги Европы против болгарского «Лудогорца» Кике дебютировал за основной состав последних. 